# Heteroponera dolo
Heteroponera dolo är en myrart som först beskrevs av Julius Roger 1860.  Heteroponera dolo ingår i släktet Heteroponera och familjen myror. Inga underarter finns listade i Catalogue of Life.